# Софадес
Софадес (грч. Σοφάδες Sofádes) град је у средишњој Грчкој, у области Тесалије. Софадес припада округу Кардица у оквиру периферије Тесалије. 

## Положај
Софадес се налази на јужном делу Тесалије, на 45 км удаљености југозападно од Ларисе. Град се налази на равничарском делу Тесалије. Надморска висина града је око 120 м.

## Становништво
У последња три пописа кретање становништва Софадеса било је следеће:
| 1981. | 1991. | 2001. |
| ----- | ----- | ----- |
| 5.078 | 5.415 | 6.045 |

Кретање броја становника у општини по пописима:
| 2001.  | 2011.  |
| ------ | ------ |
| 12,215 | 18.864 |